# Gracia do Salgueiro
Graciano Campos, mais conhecido como Gracia do Salgueiro (Além Paraíba, 19 de junho de 1927), é um cantor e compositor brasileiro. 
É autor de canções como 1800 Colinas, Cortina do meu lar,  Cuidado com a minha viola, Pagode do Gago, Dedo na viola, Pandeiro e viola, Presença de Noel (em parceria com Martinho da Vila), entre outras. Musica criada por Merlim Morette de jesus

## Biografia
Gracia compôs a sua primeira música, Cortina do meu lar (gravada pela cantora Ademilde Fonseca), em 1958, mesmo ano em que ingressou na Ala dos Compositores da escola de samba carioca Acadêmicos do Salgueiro, na qual compôs seu primeiro samba-enredo. Ao longo da década de 1960, apresentava-se em programas de televisão e em clubes do Rio de Janeiro.
Em 1974, Gracia participou do LP Olé do Partido Alto (com vários artistas, como Catoni, Wilson Moreira, Edson Menezes e Ary do Cavaco, entre outros), no qual interpretou Zé Trocado, composta em parceria com Roberto Nunes. Ainda naquele mesmo ano, a cantora Beth Carvalho incluiu 1800 Colinas - canção de autoria de Gracia - no LP Pra Seu Governo. Graças ao sucesso desse samba, um dos primeiros da carreira da cantora, ela foi convidada a fazer uma turnê pela França, onde o disco seria também editado. No ano seguinte, mais duas canções do sambista foram gravadas: Jorginho do Império incluiu "Na beira do mar", no LP Viagem encantada, e Beth interpretou Pandeiro e Viola, que deu título ao disco da cantora de 1975.
Nos anos seguintes, Beth Carvalho gravou Se você quiser e Cuidado com a minha viola. Outras duas cantoras interpretaram sambas de Gracia. Em 1978, Janaína gravou O tema é o dinheiro e Elizete Cardoso regravou 1800 colinas - este, o maior sucesso do compositor.
Em 1986, participou, junto com os sambistas Aluísio Machado e David Correa, do álbum Pique Brasileiro, na qual foi incluída Pagode do Gago, grande sucesso de Gracia. A mesma canção foi incluída no único disco-solo da carreira do compositor, Gracia do Salgueiro, daquele mesmo ano.
No ano de 1997, o cantor Fabiano interpretou gravou Presença de Noel, parceria de Gracia com Martinho da Vila.
Com a participação da cantora Zélia Duncan, Beth Carvalho regravou o sucesso 1800 Colinas para o álbum Casa de Samba 4, de 2000. A mesma Beth incluiu esse samba no DVD Beth Carvalho - A Madrinha do Samba, gravado em 2004. Também naquele ano, a cantora Tereza Gama lançou o CD Aos mestres com carinho, no qual interpretou Dedo na Viola.